# Georg Härle

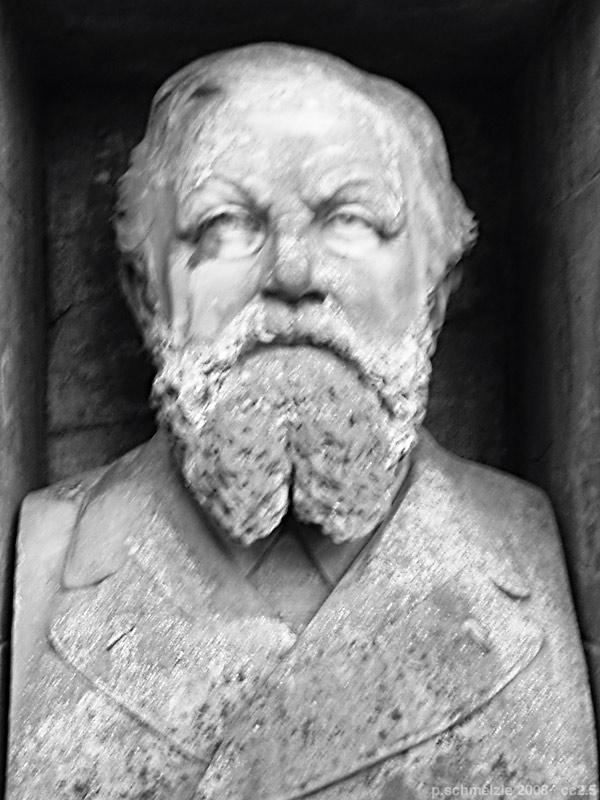
Georg Härle, Büste auf seinem Grabmal in Heilbronn

Georg Härle (* 31. Oktober 1821 in Heilbronn; † 26. Juli 1894 ebenda; auch Georg Haerle) war ein deutscher Kaufmann und Politiker (VP). Er war Mitglied des Heilbronner Gemeinderats sowie Landtags- und Reichstagsabgeordneter.

## Leben
Härle, der evangelischer Konfession war, war der Sohn des Bonfelder Thurn- und Taxisschen Postkondukteurs Georg Philipp Härle, der jedoch schon bald nach der Geburt des Sohnes verstarb. Er besuchte das Heilbronner Gymnasium und war dann Lehrling im Papiergeschäft der Brüder Moriz und Adolf von Rauch. Für die Fabrik Gebrüder Rauch arbeitete er als Handlungsreisender im In- und Ausland und zuletzt 20 Jahre als Faktor (Geschäftsführer).
Politisch engagierte sich Georg Härle bei der Volkspartei. Er war 1863 führendes Mitglied des örtlichen Schleswig-Holstein-Komitees und 1866 Mitbegründer und späterer langjähriger Vorsitzender des Heilbronner Volksvereins. Nach dem altersbedingten Rücktritt von Stadtschultheiß August Klett kandidierte Härle für das vakante Amt, wurde jedoch hinter Stadtschreiber Josef Raur, Oberamtsaktuar Paul Schott aus Waiblingen und Gemeinderat Wilhelm Happel nur Vierter.
Nachdem er sich im Deutschen Krieg und im Deutsch-Französischen Krieg um die Betreuung hilfsbedürftiger Soldaten verdient gemacht hatte, gehörte er ab 1875 dem Bürgerausschuss an, dessen Obmann er wurde. Ab 1877 war er Mitglied des Heilbronner Gemeinderats. Dort setzte er sich insbesondere maßgeblich für den Bau des neuen Realschul- und Fortbildungsschulgebäudes in der Heilbronner Bismarckstraße ein. Außerdem wurde er Vorstand der Gewerbeschule.
Von 1878 bis 1887 (in diesem Jahr verlor er die Stichwahl gegen Joseph von Ellrichshausen, den er in der Stichwahl 1884 noch besiegt hatte) und erneut von 1890 (Sieg gegen von Ellrichshausen) bis 1893 saß er im Reichstag in Berlin. Er vertrat dort den Wahlkreis Württemberg 3 (Heilbronn, Besigheim, Brackenheim, Neckarsulm).
1876 kandidierte Härle im Wahlkreis Heilbronn Stadt für die Abgeordnetenkammer der Württembergischen Landstände, verlor aber gegen den Heilbronner Oberbürgermeister Karl Wüst. 1882 trat er im Wahlkreis Heilbronn Amt an und setzte sich in der Stichwahl gegen Karl Haag durch. Nachdem der Mandatsinhaber des Wahlkreises Heilbronn Stadt, Adolf Feyerabend, der Nachfolger Karl Wüsts, auf eine erneute Kandidatur verzichtet hatte, trat Härle 1889 wieder dort an und gewann die Wahl gegen Gustav Kittler (SPD). In der Abgeordnetenkammer gehörte er unter anderem der Volkswirtschaftlichen Kommission an.
Härle gehörte 1844 zu den Gründern der Heilbronner Turngemeinde und wurde 1844 deren Ehrenvorstand, 1869 Ehrenmitglied. Er war zudem Ausschussmitglied und Kassier des Historischen Vereins Heilbronn. Im Bericht des Vereins aus dem Jahr 1882 veröffentlichte er eine Abhandlung über Die Kriegsereignisse des Jahres 1693 in der Umgebung von Heilbronn.
1880 heiratete Härle Pauline Bruckmann, geb. Braun (* 1833), die Witwe Ernst Dietrich Bruckmanns (1829–1870) und Mutter Peter Bruckmanns. 1893 musste ihm ein Jahr vor seinem Tod ein Bein amputiert werden. Härles Grabmal befindet sich auf dem Heilbronner Hauptfriedhof.

## Auszeichnungen
Zu seinem 70. Geburtstag 1891 wurde Härle aufgrund seiner vielen Verdienste um das Gemeinwesen zum Ehrenbürger von Heilbronn ernannt. Seit 1919 gibt es zudem in Heilbronn eine Härlestraße.